# 望峰岗站
望峰岗站是一个水张线上的铁路车站，位于安徽省淮南市谢家集区望峰岗，建于1956年5月，1979年修建阜淮线时增建Ⅱ场，目前为二等站，邮政编码为232046。目前客运：办理旅客乘降；行李、包裹托运；货运：办理整车货物发到；零担仅办理直达整零货物发到；危险货物仅办理农药、化肥发到；不办理怕湿货物发到。